# Johann Christoph Wichmannshausen

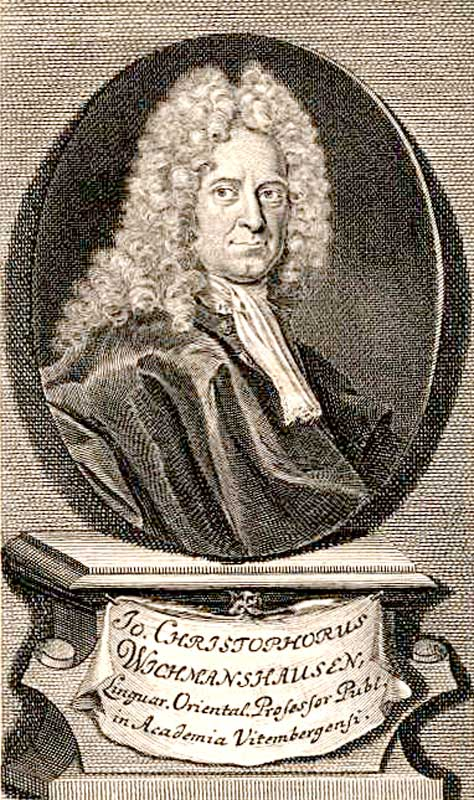
Johann Christoph Wichmannshausen

Johann Christoph Wichmannshausen (* 3. Oktober 1663 in Ilsenburg; † 17. Januar 1727 in Wittenberg) war ein deutscher Orientalist.

## Leben
Geboren als Sohn des gräflich-stolbergischen Eisenfaktors in Ilsenburg und Blankenburg, sowie Gründers der Eisenhütte in Ilsenburg, Johann Christoph Wichmannshausen und dessen Frau Anna Elisabeth (geb. Heyden), hatte Johann 1680 das Gymnasium in Gotha besucht und 1683 die Universität Leipzig bezogen. Nachdem er unter Anleitung von Johann Benedict Carpzov II. sich auf ein Studium der orientalischen Sprachen konzentriert hatte, wurde er dort am 12. April 1684 Baccalaureus und hat am 29. Januar 1685 den akademischen Grad eines Magisters der Philosophie erworben. 1688 absolvierte er eine Bildungsreise nach Helmstedt, Holland, sowie England und kehrte 1691 zurück nach Sachsen an die Universität Wittenberg.
Anschließend folgte er Konrad Samuel Schurzfleisch auf eine Forschungsreise nach Italien, wobei er sich dort von einem Maroniten in der syrischen und arabischen Sprache unterrichten ließ. Weiter über Ungarn, Mähren und Schlesien reisend, kehrte er 1692 nach Wittenberg zurück. Dort wurde Wichmannshausen am 20. Januar 1693 außerordentlicher Professor der Griechischen Sprache, fand am 24. März 1693 als Adjunkt Aufnahme in die philosophische Fakultät und übernahm damit verbunden die ordentliche Professur der Poetik an der Wittenberger Hochschule. So hatte er die Aufgabe übernommen, die geläufigsten lateinischen Dichter wie Vergil zu rezitieren und wichtige grammatikalische Fragen zu erörtern.
Nachdem Theodor Dassov aus Wittenberg weggegangen war, wurde er am 15. Juli 1699 Professor der morgenländischen Sprachen und man übertrug ihm 1712 den Vorstand der Universitätsbibliothek in Wittenberg. Als Erbherr auf Duttendorf (bei Freiberg) beteiligte er sich auch an den organisatorischen Aufgaben der Universität. So war er im Sommersemester 1702 Rektor der Wittenberger Akademie. In der Phase der Frühaufklärung führte er vor allem die Arabistik aus dem Bannkreis theologischer Gedankengänge und es entwickelte sich ein unbefangenes Studium der Selbstzeugnisse des Islam. Wichmannshausen lehrte hebräische, syrische und arabische Grammatik, er erklärte auch sakrale Texte, zum Beispiel den Kolosserbrief in syrischer Übersetzung. Seine zahlreichen Abhandlungen betreffen meist die hebräische Altertumskunde.

## Familie
Am 1. März 1698 heiratete er in Wittenberg Anna Sophia (* 19. Juli 1678 in Leipzig; † 13. März 1714 in Wittenberg), die Tochter des Leipziger Universitätsprofessors Otto Mencke und dessen 1672 in Leipzig angetrauten Frau Magdalena Sybilla Berlich (1656–1703). Von den Kindern weiß man:
- Eine totgeborene Tochter * u. † 1701 in Wittenberg
- Magdalena Elisabeth * 25. August 1702 in Wittenberg, ~ 27. August 1702 ebenda, † nach 1757, ⚭ I. 15. Juni 1721 Wittenberg mit Johann Wilhelm Jahn, Prof. theol. Uni. Wittenberg, ⚭ II. 9. September 1727 in Wittenberg mit Franz Woken, Prof. orientalische Sprachen Uni. Wittenberg
- Dorothea Sophia * 21. November 1704 in Wittenberg, ~ 23. November 1704 ebenda; † 7. März 1705 ebenda,
- Catarina Dorothea * 21. Januar 1706 in Wittenberg, ~ 25. Januar 1706 ebenda; † 8. März 1708 ebenda,
- Otto Christoph * 8. April 1707 in Wittenberg, ~ 10. Mai 1707 ebenda, † 1. November 1708 ebenda,
- Ernst Friedrich * 12. Januar 1709 in Wittenberg, † 5. Januar 1712 ebenda,
- Johann Burckhardt von Wichmannshausen * 14. Oktober 1710 in Wittenberg; † 22. Juni 1771 in Zörnigall; war auch Kammerrat und Kurkreishauptmann, wurde in Wittenberg beim Luthersbrunnen begraben.
- Johanna (Anna) Sophia * 22. Mai 1712 in Wittenberg, † 18. November 1757 ebenda, ⚭ 27. November 1731 in Wittenberg mit Johann Gottlieb Clement[4]
- Salome Catharina * 11. März 1714 in Wittenberg, ⚭ 1736 Karl Gottlob Sperbach, Prof. morgenländische Sprachen Uni. Wittenberg

## Werkauswahl
- (Als Respondent) Disputationem Moralem De Divortiis Secundum Jus Naturae. Fleischer, Leipzig 1685.
- Gymnasium Arabicum, in quo tres priores Davidis odae cum versione Latina, et notis critico-analyticus. Knoche, Wittenberg 1724. (Digitalisat)
- Disputatio de Zopyro Babylonios fallent. (Resp. Johann Christian Harzer) Fleischer, Wittenberg 1685. (Digitalisat)
- De extinctione ordinis Templariorum. Fleischer, Leipzig 1887. (Digitalisat)
- De Saule in Gibea Elohim vaticinante. (Resp. Gerhard Hermann Mencke) Schroedter, Witenberg 1710. (Digitalisat)
- Dispvtatio Philologica, De kos ḥamah ṿe-ha-tarʿelah Sive Irae Et Tremoris Calice, Quam Ad illustrandum Jesa. LI, 17. (Resp. Petrus Woeldike) Schroedter, Wittenberg 1715. (Digitalisat)
- De navi Tyria, ductu Jecheskiel 27, 4 - 6. (Resp. Erdmann Gottfried Camentius) Schroedter, Wittenberg 1714. (Digitalisat)
- Dissertatio Philologica De EArê miqlat bal-lewiyyîm Sive Praesidiariis Levitarvm Vrbibvs. (Resp. Daniel Rosenfeld) Schroedter, Wittenberg 1715. (Digitalisat)
- De templi prioris prae posteriori gloria. (Resp. Hieronymus Wigand Biel) Schroeder, Wittenberg 1715. (Digitalisat)
- De abominando Moabi sacrificio. (Resp. Johannes Hager) Schroeder, Wittenberg 1716. (Digitalisat)
- De sacrificio piaculari pro noxa adhibendo. (Resp. Johann Heinrich Erdmann) Schroeder, Wittenberg 1716. (Digitalisat)
- De differentiis vocum Hebraicarum. (Resp. Herman Samuel Reimarus) Schroeder, Wittenberg 1717. (Digitalisat)
- De velis tabernaculi atque templi. (Resp. Johannes Petrus Brasch) Schroeder, Wittenberg 1718. (Digitalisat)
- De aspergillo Ebraeorum sacro. (Resp. Johannes Ernst von Auerswald) Schroeder, Wittenberg 1719. (Digitalisat)
- Disputatio theologica de columnis aeneis, in porticu templi a Solomone positis. (Resp. Meinhard Plesken) Schroeder, Wittenberg 1719. (Digitalisat)
- De tabulis foederis prioribus, praemissa commentatione de tabulis quibusdam Veterum. (Resp. Johann Friedrich Michaelis) Gerdes, Wittenberg 1719. (Digitalisat)
- Dissertatio De Kappālā Seu Operculo Arcae Foederis Propitiatorio. (Resp. Johannes Friedrich Franck) Schroeder, Wittenberg 1720. (Digitalisat)
- De ʿAṭārat hā-ʿAmmôn Sive Corona Ammonitica. (REsp. Martin Friedrich Cramer) Gerdes, Wittenberg 1720. (Digitalisat)
- De Divinationibvs Babyloniorvm Ab Ezechiele C.XXI. v. 26. Introdvctis Dissertatio Praeliminaris. (Resp. Johann Wilhelm Hick) Schroeder, Wittenberg 1720. (Digitalisat)
- De calceo in Ebraeorum sacris deponendo. (Resp. Ludolph Friedrich Weisse) Schroeder, Wittenberg 1721. (Digitalisat)
- Dissertatio Philologica De tiara summi sacerdotis. (Resp. Heinrich Andreas Toepffer) Gerdes, Wittenberg 1722. (Digitalisat)
- De curribus bellicis in orientalo usitatis. Wittenberg 1722
- Dissertatio Philologica Qua Micham De Messia Vaticinantem (Cap. V, I.) A Iudaeorum, et cum his sentientium, strophis. (Resp. Johann Justus Sonneschmid) Gerdes, Wittenberg 1722. (Digitalisat)
- De Melchisedeco ab injuria Petri Juriaei defenso. Wittenberg 1710 (online – Internet Archive)
- De prophetis et prophetissis. (Resp. Johann Christian Ludwig) Gerdes, Wittenberg 1723. (Digitalisat)
- De ḥamî Ṭĕveryā Sive Thermis Tiberiensibus Ex Antiquitate Iudaica Exercitatio. (Resp. Johann Friedrich Wichmannshausen) Schroedter, Wittenberg 1711. (Digitalisat)
- Denarius Positionum De [...] Sive Paraphrasibus Chaldaicis. (Resp. Heinrich Wilhelm Matthäi) Gerdes, Wittenberg 1703. (Digitalisat)
- De peregrinorumdeorum ministris.
- De corpore scissuris figurisque non cruentando, ductu Lev. XIX, 28. Schroeder, Wittenberg 1713. (Digitalisat)
- De spiritu Dei paradisiaco.
- Disputatio Philologica, De Ḥevron bet ʿanaḳim Sive Chebrone Gigantum Domicilio. (Resp. Georg Albert Anthing) Schroedter, Wittenberg 1710. (Digitalisat)
- De statua Rachelis sepulcrali. (Resp. Johann Caspar Krause) Schroedter, Wittenberg 1706. (Digitalisat)
- De Suscepta Ex ʿEtṣyôn-Gever Navigatione Ophiritica. (Resp. Johann Caspar Faber) Schroedter, Wittenberg 1709. (Digitalisat)
- Dissertatio philologica de Orerê yôm sive maledictoribus diei a Jobo cap. III. com. 8. (Resp. Johann Andreas Luther) Schröder, Wittenberg 1712.
- De lingua hebraica.
- Lingua Ebraea de Cananaea triumphans. (Resp. Justus Andreas Otto) Gerdes, Wittenberg 1704.
- De laceratione vestium apud Hebraeos usitata. (Resp. Johann Zacharias Hilliger) Gerdes, Wittenberg 1716.(Digitalisat)
- De Avnēṭ hak-kohēn Sive Balteo Sacerdotali. (Resp. Johann Andreas Cleffel) Schroeder, Wittenberg 1717, (Digitalisat)